# Leninogorszki járás

A Lenyinogorszki járás Tatárföldön

A Leninogorszki járás (oroszul Лениногорский район, tatárul Лениногорск районы) Oroszország egyik járása Tatárföldön. Székhelye Leninogorszk.

## Népesség
- 2010-ben 86 827 lakosa volt, melyből 44 696 tatár, 32 144 orosz, 4 006 mordvin, 3 924 csuvas, 443 ukrán, 262 baskír, 59 mari, 45 udmurt.

## Híres szülöttei
- Nagyezsda Nyikityicsna Kadiseva, a Zolotoje kolco énekesnője